# Hendrik Wade Bode
Hendrik Wade Bode (/ˈboʊdi/ boh-dee; Dutch: [ˈbodə]) (24/12/1905 – 21/6/1982) là một kỹ sư, nhà nghiên cứu, nhà phát minh, nhà văn và nhà khoa học người Mỹ, có tổ tiên Hà Lan. Là nhà tiên phong của lý thuyết điều khiển hiện đại và điện tử viễn thông, ông đã cách mạng hóa cả nội dung và phương pháp của các lĩnh vực mà mình lựa chọn nghiên cứu.
Ông có những đóng góp quan trọng vào việc thiết kế, hướng dẫn và điều khiển hệ thống phòng không trong Thế chiến thứ II và tiếp tục sau Thế chiến thứ II trong Chiến tranh lạnh với thiết kế và điều khiển tên lửa và tên lửa chống tên lửa đạn đạo.

Ông cũng có những đóng góp quan trọng cholý thuyết hệ thống điều khiển và các công cụ toán học để phân tích sự ổn định của các hệ thống tuyến tính, phát minh ra biểu đồ Bode, biên độ pha và biên độ độ lợi.
Bode là một trong những nhà triết học kỹ thuật lớn trong thời đại của mình. Ông được tôn trọng trong giới học thuật trên toàn thế giới, ông cũng được biết đến rộng rãi đối với các sinh viên kỹ thuật hiện đại chủ yếu cho việc phát triển cường độtiệm cận và biểu đồ pha mang tên ông, biểu đồ Bode.
Các đóng góp nghiên cứu của ông đặc biệt không chỉ đa chiều mà đến nay mà còn được áp dụng rộng rãi, như chương trình không gian của Hoa Kỳ.

## Học vấn
Bode được sinh ra tại Madison, Wisconsin. Cha ông là một giáo sư giáo dục, và một giảng viên tại trường Đại học Illinois tại Urbana-Champaign lúc ông còn học tiểu học. Ông vào Trường Tiểu học Leal và nhanh chóng tiến bộ thông qua hệ thống trường học Urbana và tốt nghiệp trung học ở tuổi 14.
Ngay sau khi tốt nghiệp trung học, ông xin nhập học vào trường đại học Illinois, nhưng đã bị từ chối bởi vì quá nhỏ tuổi. Nhiều thập kỷ sau đó, vào năm 1977, Trường Đại học này đã cấp cho ông bằng tiến sĩ khoa học danh dự.
Cuối cùng, ông đã nộp đơn và đã được chấp nhận vào học tại Đại học tiểu bang Ohio, nơi cha của ông cũng dạy ở đó, và đã lấy bằng cử nhân vào năm 1924, lúc 19 tuổi, và Bằng M.A (thạ sĩ) vào năm 1926, đều chuyên ngành Toán học. Sau khi nhận được bằng thạc sĩ, ông vẫn ở lại trường cũ của mình, với tư cách trợ giảng thêm một năm nữa.

## Đóng góp đầu tiên tại Phòng thí nghiệm Bell và bằng tiến sĩ
Mới tốt nghiệp đại học, ông đã được Phòng thí nghiệm Bell ở thành phố New York tuyển dụng, nơi ông bắt đầu sự nghiệp của mình với tư cách là nhà thiết kế các bộ lọc điện tử và bộ cân bằng điện tử (equalizer). Sau đó, vào năm 1929, ông đã gia nhập Tập đoàn Nghiên cứu Toán học (Mathematical Research Group), nơi ông đã xuất sắc trong việc nghiên cứu liên quan đến lý thuyết các mạng lưới điện tử và ứng dụng của nó trong viễn thông. Được tài trợ bởi Phòng thí nghiệm Bell, ông quay trở lại đi học tiếp, lần này tại Đại học Columbia, và ông đã hoàn thành bằng tiến sĩ vật lý vào năm 1935.
Năm 1938, ông đã phát triển biểu đồ tiệm cận pha và biên độ, ngày nay được gọi là biểu đồ Bode, thể hiện đáp ứng tần số của các hệ thống một cách rõ ràng. Tác phẩm về Các hệ thống điều khiển tự động (phản hồi) của ông giới thiệu các phương pháp mới để nghiên cứu về sự ổn định hệ thống, cho phép các kỹ sư nghiên cứu sự ổn định trong miền thời gian bằng cách sử dụng các khái niệm trong miền tần số đó là độ lợi và biên độ pha, việc nghiên cứu này được hỗ trợ bởi biểu đồ nổi tiếng mang tên ông.
Về bản chất, phương pháp của ông đã khiến cho việc ổn định rõ ràng trong cả miền thời gian và miền tần số và, hơn nữa, các phân tích dựa trên miền tần số của ông là nhanh hơn và đơn giản hơn so với phương pháp dựa trên miền thời gian truyền thống. Điều này cung cấp cho các kỹ sư một công cụ phân tích sự ổn định và thiết kế hệ thống nhanh chóng và trực quan mà vẫn còn được sử dụng rộng rãi cho tới ngày nay. Ông cùng với Harry Nyquist phát triển các điều kiện lý thuyết áp dụng đối với sự ổn định của các mạch khuếch đại.

## Chiến tranh thế giới thứ II và những phát minh mới

### Thay đổi hướng đi
Chiến tranh Thế giới II nổ ra, Bode thay đổi sự quan tâm của mình sang các ứng dụng quân sự của nghiên cứu Hệ thống điều khiển của mình, sự thay đổi hướng đi đó kéo dài cho đến lúc kết thúc sự nghiệp của ông. Ông bắt đầu phục vụ đất nước với dự án Điều hướng tại Phòng thí nghiệm Bell (được tài trợ bởi Ủy ban Nghiên cứu Quốc phòng (NDRC) Ban D-2), phát triển các hệ thống điều khiển tự động phòng không, trong đó thông tin radar được sử dụng để cung cấp dữ liệu về vị trí của máy bay địch, sau đó được đưa tới các cơ cấu servo của pháo phòng không cho phép tự động, tăng cường giám sát đường bay của máy bay địch, nói cách khác, tự động bắn hạ máy bay địch với sự giúp đỡ của radar. Các động cơ servo sử dụng cả điện và thủy lực, được sử dụng chủ yếu cho việc định vị các khẩu súng phòng không có khối lượng lớn.

### Vòng lặp thông tin phản hồi  không dây và các vũ khí robot đầu tiên
Tín hiệu radar bị khóa vào mục tiêu và dữ liệu của nó được truyền vô tuyến đến một thiết bị nhận ở mặt đất được kết nối với hệ thống điều khiển phản hồi động cơ servo của pháo, giúp động cơ servo thay đổi một cách chính xác vị trí góc của nó và duy trì vị trí đó trong một thời gian tối ưu, đủ dài để bắn vào các tọa độ tính toán (dự đoán) của mục tiêu và do đó bám sát mục tiêu thành công.
Dự đoán các tọa độ là chức năng của Ăng ten hướng xạ T-10, một dạng máy tính điện, được đặt tên như vậy bởi vì nó được sử dụng để điều hướng việc định vị của súng phòng không theo mục tiêu trên không. Nó cũng tính toán vận tốc trung bình của mục tiêu dựa trên các thông tin vị trí được cung cấp bởi radar và dự đoán vị trí mục tiêu trong tương lai dựa trên phương trình đạn đạo giả thiết của nó, thường là một hàm tuyến tính theo thời gian. Hệ thống này hoạt động như một phiên bản đầu tiên của mô hình phòng thủ tên lửa chống đạn đạo hiện đại. Phân tích thống kê cũng đã được sử dụng để hỗ trợ trong việc tính toán vị trí chính xác của máy bay địch và làm mịn dữ liệu thu được từ mục tiêu do các biến động tín hiệu và hiệu ứng nhiễu gây nên.

#### "Cuộc hôn nhân cưỡng bức"
Do đó Bode nhận ra vòng lặp phản hồi dữ liệu không dây đầu tiên trong lịch sử của hệ thống điều khiển tự động bằng cách kết hợp thông tin liên lạc dữ liệu không dây, máy tính điện, các nguyên lý thống kê và lý thuyết các hệ thống điều khiển phản hồi. Ông đã cho thấy sự tinh tế của mình bằng cách gọi liên kết đa ngành này một cuộc hôn nhân cưỡng bức, để chỉ đến nguồn gốc của pháo phòng không của phát minh lịch sử của mình nói rằng: "Đây, tôi nói, là một cuộc hôn nhân cưỡng bức buộc chúng ta do những áp lực của các vấn đề quân sự trong Chiến tranh Thế giới II."Ông cũng tiếp tục mô tả nó là "một loại 'hôn nhân cưỡng bức" giữa hai cá tính không tương thích với nhau." và mô tả đặc trưng của sản phẩm này như là liên kết của một "đứa con của cuộc hôn nhân cưỡng bức".
Sản phẩm của "hôn nhân" này, tức là pháo tự động, cũng có thể được coi là một vũ khí robot. Chức năng của nó cần phải xử lý dữ liệu đã được truyền không dây tới cảm biến của nó và đưa ra quyết định dựa trên dữ liệu nhận được sử dụng máy tính gắn bên trong nó, đầu ra của nó được xác định là vị trí góc và thời gian của cơ chế bắn của nó. Trong mô hình này, chúng ta có thể thấy được tất cả yếu tố của các khái niệm sau này như xử lý dữ liệu, tự động hóa,trí tuệ nhân tạo, điều khiển học, robot, vv

### Làm việc trong Nghiên cứu về Điều hướng (Director Studies)
Ngoài ra, Bode còn áp dụng các kỹ năng phong phú của mình với các bộ khuếch đại phản hồi để thiết kế mục tiêu làm mịn dữ liệu và các mạng dự báo vị trí của một mô hình cải tiến của Đièu Hướng T-10, được gọi là Director T-15. Các công việc về Director T-15 được thực hiện dưới một dự án mới tại Bell Labs gọi là Nghiên cứu về Điều hướng cơ bản trong hợp tác với NDRC dưới sự chỉ đạo của Walter McNair.
NDRC, cơ quan tài trợ của dự án này, hoạt động dưới sự bảo trợ của Văn phòng nghiên cứu và phát triển khoa học (OSRD).
Nghiên cứu được NDRC tài trợ của ông tại Bell Labs trong bộ phận D-2 (bộ phận Hệ thống điều khiển) giao ước cuối cùng đã dẫn đến các phát triển quan trọng khác trong các lĩnh vực liên quan và đặt nền tảng cho nhiều phát minh ngày nay. Ví dụ, trong lĩnh vực lý thuyết điều khiển, nó hỗ trợ sự phát triển của việc thiết kế và điều khiển động cơ servo, một thành phần rất quan trọng của các robot hiện đại. Sự phát triển của lý thuyết Truyền thông dữ liệu không dây bởi Bode đã dẫn đến những phát minh sau này như điện thoại di động và mạng không dây.
Lý do cho dự án mới là Director T-10 gặp phải khó khăn trong việc tính toán vận tốc mục tiêu bằng cách lấy vi phân vị trí đích. Do gián đoạn, các biến và nhiễu trong tín hiệu radar, đạo hàm vị trí đôi khi dao động dữ dội và điều này gây ra chuyển động thất thường trong cơ cấu servo của súng phòng không vì tín hiệu điều khiển của chúng được dựa trên giá trị của các đạo hàm này. Điều này có thể được giảm nhẹ bằng cách làm mịn hoặc lấy trung bình dữ liệu nhưng điều này gây ra sự chậm trễ trong vòng phản hồi dẫn đến mục tiêu dễ trốn thoát. Cũng như vậy, các thuật toán của Director T-10 yêu cầu một số biến đổi từ hệ trục Descartes (hình chữ nhật) sang hệ trục tọa độ cực và biến đổi trở lại hệ trục Descartes, một quá trình tạo ra các lỗi theo dõi kèm theo.
Bode cũng thiết kế mạng máy tính vận tốc của Director T-15 bằng cách áp dụng phương pháp sai phân hữu hạn thay vì dùng vi phân. Theo chương trình này, tọa độ vị trí mục tiêu được lưu trữ trong một bộ nhớ cơ học, thường là một chiết áp hoặc một cơ cấu cam. Vận tốc sau đó được tính toán bằng cách lấy sự khác biệt giữa các tọa độ của vị trí hiện tại và tọa độ đọc được trước đó đã được lưu trữ trong bộ nhớ và phân chia bởi sự khác biệt về thời gian tương ứng của chúng. Phương pháp này mạnh mẽ hơn so với phương pháp vi phân và nó cũng làm mịn các rối loạn tín hiệu do kích thước bước thời gian hữu hạn ít nhạy hơn với cácxung tín hiệu ngẫu nhiên (gai). Nó cũng giới thiệu lần đầu tiên một thuật toán tốt hơn phù hợp với lý thuyết xử lý tín hiệu kỹ thuật số hiện đại chứ không phải là phương pháp xử lý tín hiệu analog dựa trên phép tính vi tích phân cổ điển đã được theo sau đó. Không phải ngẫu nhiên nó là một phần không thể thiếu của lý thuyết điều khiển kỹ thuật số  và xử lý tín hiệu kỹ thuật số hiện đại và nó còn được gọi là thuật toán sai phân lùi. Ngoài ra, Director T-15 chỉ làm việc trong tọa độ Decarter do đó loại trừ được các lỗi do việc chuyển đổi hệ trục tọa độ gây nên. Những đổi mới thiết kế này đã giúp tăng hiệu suất và Director T-15 chính xác gấp 2 lần thiết bị đời trước của nó và nó hội tụ vào mục tiêu nhanh gấp hai lần.
Ông cũng có những đóng góp quan trọng cholý thuyết hệ thống điều khiển và các công cụ toán học để phân tích sự ổn định của các hệ thống tuyến tính, phát minh ra biểu đồ Bode, biên độ pha và biên độ độ lợi.
Sáng chế này, mặc dù có nguồn gốc từ nghiên cứu quân sự, đã có một ảnh hưởng sâu sắc và lâu dài trong lĩnh vực dân sự.
Bode là một trong những nhà triết học kỹ thuật lớn trong thời đại của mình. Ông được tôn trọng trong giới học thuật trên toàn thế giới, ông cũng được biết đến rộng rãi đối với các sinh viên kỹ thuật hiện đại chủ yếu cho việc phát triển cường độtiệm cận và biểu đồ pha mang tên ông, biểu đồ Bode.

#### Trận Anzio và Normandy
Những súng phòng không tự động mà Bode đã giúp phát triển đã được sử dụng thành công trong rất nhiều trường hợp trong chiến tranh. Trong tháng 2/1944 hệ thống điều khiển hỏa lực tự động, dựa trên các phiên bản trước đó của Director T-15, được gọi là Director T-10 bởi Bell Labs hoặc Director M-9 bởi quân đội, được nhìn thấy hoạt động lần đầu tiên tại Anzio, Ý, nơi nó đã giúp hạ hơn một trăm máy bay địch. Trong đợt D-day (đổ bộ lên Normandy) ba mươi chín đơn vị đã được triển khai tại Normandy để bảo vệ lực lượng đổ bộ quân đồng minh chống lại không quân Đức (Luftwaffe) của Hitler.

#### Được sử dụng để chống lại bom bay V-1
Có lẽ mối đe dọa phù hợp nhất với các thông số kỹ thuật thiết kế của một hệ thống pháo tự động như vậy xuất hiện trong tháng 6/1944. Không ngạc nhiên gì đó là một robot khác. Các kỹ sư hàng không Đức hỗ trợ bởi Wernher von Braun sản xuất một robot của riêng mình; bom bay V-1, một quả bom tự động định hướng và được coi là tiền thân của tên lửa hành trình. thông số kỹ thuật bay của nó gần như hoàn toàn phù hợp các tiêu chuẩn thiết kế mục tiêu của Director T-10, đó là một chiếc máy bay bay thẳng và mức độ với vận tốc không đổi, nói cách khác, một mục tiêu duy nhất phù hợp với khả năng tính toán của một mô hình dự báo tuyến tính như Director T-10. Mặc dù người Đức đã có một tiểu xảo bằng cách làm cho các quả bom bay nhanh và thấp để tránh radar, một kỹ thuật được áp dụng rộng rãi cho đến ngày nay. Trong suốt cuộc Oanh tạc London đã có 100 đơn vị súng tự động 90 mm được hỗ trợ bởi Director T-10 đã được thiết lập trong một chu vi phía Nam của London, theo yêu cầu đặc biệt của Winston Churchill. Các đơn vị AA này bao gồm đơn vị radar SCR-584 được sản xuất bởi phòng thí nghiệm Bức Xạ tại MIT và cơ chế mồi nổ proximity (tiệm cận), được phát triển bởi Merle Tuve và Bộ phận đặc biệt của ông Division T tại NDRC, mà phát nổ gần mục tiêu bằng cách sử dụng sóng vi ba để điều khiển mồi nổ được gọi là VT hoặc là mồi nổ thời gian biến đổi, cho phép một cú nổ lớn hơn về phía vỏ mục tiêu và tăng cơ hội thành công. Từ 18/6 đến 17/7/1944, 343 quả bom V-1 đã bị bắn hạ hay 10% tổng số quả bom V-1 được gửi đi bởi người Đức và khoảng 20% trong tổng số bom V-1 bị bắn hạ. Từ 17/7 cho tới 31/8 các súng tự động đã tiêu diệt đến 1286 tên lửa V-1 hoặc 34% của tổng số tên lửa V-1 được Đức gửi đi và 50% của V-1 thực sự bị bắn hạ trên bầu trời London. Từ những số liệu thống kê có thể thấy rằng các hệ thống tự động mà Bode đã giúp thiết kế đã có một tác động đáng kể đến những trận đánh quan trọng trong Thế chiến thứ II. Ta cũng có thể xem London tại thời điểm của cuộc Oanh tạc, đã trở thành robot chiến trường đầu tiên.

### Phối hợp với Shannon
Năm 1945, khi chiến tranh đã kết thúc, NDRC đã phát hành một bản tóm tắt các báo cáo kỹ thuật như là khởi động quá trình đóng cửa. Trong tuyển tập về Điều Khiển Hỏa Lực, một bài luận đặc biệt có tiêu đề Data Smoothing and Prediction in Fire-Control Systems (Làm mượt và Dự đoán Dữ liệu trong các Hệ thống Hỏa Lực), đồng tác giả gồm Ralph Beebe Blackman, Hendrik Bode, và Claude Shannon, chính thức giới thiệu bài toán điều khiển hỏa lực là một trường hợp đặc biệt của truyền dẫn, thao tác và sử dụng trí thông minh, nói cách khác, nó mô phỏng bài toán dưới dạng thuật ngữ về xử lý tín hiệu và dữ liệu và do đó đã báo trước sự xuất hiện của thời đại thông tin. Shannon, người được xem là cha đẻ của lý thuyết thông tin, đã chịu ảnh hưởng rất nhiều bởi công trình này. Rõ ràng là sự hội tụ công nghệ của thời đại thông tin đã được báo trước bởi sự phối hợp giữa các bộ óc khoa học và cộng tác viên của họ.

### Các thành tựu khác trong chiến tranh
Năm 1944, ông được giao phụ trách Tập đoàn nghiên cứu toán học tại phòng thí nghiệm Bell.
Các nghiên cứu của ông về thông tin liên lạc điện tử, đặc biệt là về thiết kế bộ lọc và bộ điều chỉnh (equalizer), tiếp tục được tiến hành trong thời gian này. Đỉnh điểm là trong năm 1945, ông đã xuất bản cuốn sách dưới tiêu đề của Phân tích mạng và thiết kế bộ khuếch đại phản hồi, được xem là kinh điển trong lĩnh vực điện tử viễn thông và được sử dụng rộng rãi như một cuốn sách giáo khoa cho nhiều chương trình sau đại học tại các trường đại học khác nhau cũng như các khóa đào tạo nội bộ tại Bell Labs.
Ông cũng là tác giả của nhiều tài liệu nghiên cứu được xuất bản trên các tạp chí khoa học và kỹ thuật uy tín.
Dự đoán các tọa độ là chức năng của Ăng ten hướng xạ T-10, một dạng máy tính điện, được đặt tên như vậy bởi vì nó được sử dụng để điều hướng việc định vị của súng phòng không theo mục tiêu trên không. Nó cũng tính toán vận tốc trung bình của mục tiêu dựa trên các thông tin vị trí được cung cấp bởi radar và dự đoán vị trí mục tiêu trong tương lai dựa trên phương trình đạn đạo giả thiết của nó, thường là một hàm tuyến tính theo thời gian. Hệ thống này hoạt động như một phiên bản đầu tiên của mô hình phòng thủ tên lửa chống đạn đạo hiện đại. Phân tích thống kê cũng đã được sử dụng để hỗ trợ trong việc tính toán vị trí chính xác của máy bay địch và làm mịn dữ liệu thu được từ mục tiêu do các biến động tín hiệu và hiệu ứng nhiễu gây nên.

## Các đóng góp thời bình

### Harvard
Sản phẩm của "hôn nhân" này, tức là pháo tự động, cũng có thể được coi là một vũ khí robot. Chức năng của nó cần phải xử lý dữ liệu đã được truyền không dây tới cảm biến của nó và đưa ra quyết định dựa trên dữ liệu nhận được sử dụng máy tính gắn bên trong nó, đầu ra của nó được xác định là vị trí góc và thời gian của cơ chế bắn của nó. Trong mô hình này, chúng ta có thể thấy được tất cả yếu tố của các khái niệm sau này như xử lý dữ liệu, tự động hóa,trí tuệ nhân tạo, điều khiển học, robot, vv
Các nghiên cứu ứng của ông tại Bell Labs trong những năm qua đưa đến nhiều phát minh sáng chế, một số trong đó đã được đăng ký theo tên ông. Tính đến thời điểm nghỉ hưu, ông đã nắm tổng cộng 25 bằng sáng chế trong các lĩnh vực khác nhau như kỹ thuật điện và thông tin liên lạc, bao gồm các bộ khuếch đại tín hiệu và hệ thống điều khiển pháo.

### Làm việc trong Nghiên cứu về Điều hướng (Director Studies)
Ngoài ra, Bode còn áp dụng các kỹ năng phong phú của mình với các bộ khuếch đại phản hồi để thiết kế mục tiêu làm mịn dữ liệu và các mạng dự báo vị trí của một mô hình cải tiến của Đièu Hướng T-10, được gọi là Director T-15. Các công việc về Director T-15 được thực hiện dưới một dự án mới tại Bell Labs gọi là Nghiên cứu về Điều hướng cơ bản trong hợp tác với NDRC dưới sự chỉ đạo của Walter McNair.

#### Gordon McKay giáo sư
Chẳng bao lâu sau khi nghỉ hưu, Bode được bầu vào chức Giáo sư học thuật uy tín Gordon McKay của vị trí Kỹ thuật hệ thống tại Đại học Harvard.
Trong suốt thời gian đó, ông đã theo đuổi nghiên cứu về thuật toán ra quyết định quân sự và các kỹ thuật tối ưu hóa dựa trên các quy trình ngẫu nhiên được coi là tiền thân của logic mờ hiện đại.
Ông cũng nghiên cứu những tác động của công nghệ đối với xã hội hiện đại và giảng dạy các khóa học cùng chủ đề tại Hội thảo Khoa học và chính sách công của Harvard, trong khi đồng thời giám sát và giảng dạy sinh viên sau đại học trong khoa Kỹ thuật và Vật lý ứng dụng.

#### Di sản nghiên cứu
Lý do cho dự án mới là Director T-10 gặp phải khó khăn trong việc tính toán vận tốc mục tiêu bằng cách lấy vi phân vị trí đích. Do gián đoạn, các biến và nhiễu trong tín hiệu radar, đạo hàm vị trí đôi khi dao động dữ dội và điều này gây ra chuyển động thất thường trong cơ cấu servo của súng phòng không vì tín hiệu điều khiển của chúng được dựa trên giá trị của các đạo hàm này. Điều này có thể được giảm nhẹ bằng cách làm mịn hoặc lấy trung bình dữ liệu nhưng điều này gây ra sự chậm trễ trong vòng phản hồi dẫn đến mục tiêu dễ trốn thoát. Cũng như vậy, các thuật toán của Director T-10 yêu cầu một số biến đổi từ Descartes (hình chữ nhật) sang tọa độ cực và biến đổi trở lại Descartes, một quá trình tạo ra các lỗi giám sát kèm theo.
Năm 1974, ông nghỉ hưu lần thứ hai và Harvard đã trao cho ông vị trí Giáo sư danh dự Professor Emeritus. Tuy nhiên, ông đã tiếp tục được giữ lại văn phòng của mình tại Đại học Harvard, chủ yếu là cố vấn cho chính phủ về các vấn đề chính sách.

## Vinh danh trong học thuật và sự nghiệp
Bode nhận được nhiều giải thưởng, vinh danh trong học thuật và giới chuyên nghiệp

### Huy chương học thuật và giải thưởng
Năm 1960, ông nhận được giải thưởng Ernest Orlando Lawrence. Năm 1969, IEEE đã trao tặng ông Huân chương Edison nổi tiếng với "các đóng góp cơ bản cho nghệ thuật truyền thông, tính toán và điều khiển; cho lãnh đạo trong việc đưa khoa học toán học vào những vấn đề kỹ thuật; và vì những hướng dẫn và  lời khuyên sáng tạo trong kỹ thuật hệ thống", một ghi nhận sâu sắc đã tóm tắt được phạm vi rất rộng những đóng góp sáng tạo của ông đối với khoa học kỹ thuật và toán học ứng dụng như một nhà nghiên cứu, và đối với xã hội như một cố vấn và giáo sư.
Năm 1975, Hiệp hội Kỹ sư cơ khí của Mỹ trao tặng ông Huân chương Oldenburger Rufus.

Năm 1979, ông trở thành người đầu tiên nhận được giải thưởng Di sản Điều khiển Richard E. Bellman củaHội đồng điều khiển tự động của Mỹ. Giải thưởng này được trao cho các nhà nghiên cứu với "những đóng góp sự nghiệp xuất sắc cho lý thuyết hoặc các ứng dụng của điều khiển tự động", và "nó là sự công nhận cao nhất về thành tích chuyên môn cho các kỹ sư và nhà khoa học trong hệ thống điều khiển của Mỹ".
Sau khi chết, trong năm 1989, Hội hệ thống điều khiển IEEE thiết lập Giải thưởng bài giảng Hendrik W. Bode để: ghi nhận những đóng góp xuất sắc đối với khoa học và kỹ thuật điều hệ thống điều khiển.

### Thành viên của các tổ chức hàn lâm và các ủy ban chính phủ
Ông cũng là một thành viên hoặc viện sĩ trong một số tổ chức/hội khoa học và kỹ thuật như IEEE, Hội Vật lý Mỹ, Hội Toán học Công nghiệp và Ứng dụng, vv và Học viện Mỹ thuật và Khoa học, một Học viện độc lập của Mỹ, đó không phải là một phần của Viện Hàn lâm Quốc gia Hoa Kỳ.

Năm 1957, ông được bầu làm thành viên của Viện Hàn lâm Khoa học Quốc gia,  Viện Hàn lâm Quốc gia Hoa Kỳ lâu đời nhất và uy tín nhất, được thành lập tại cao trào của cuộc Nội Chiến, trong năm 1863, bởi Tổng thống Abraham Lincoln.

#### COSPUP
Từ năm 1967 đến năm 1971, ông phục vụ như một thành viên của Hội đồng hàn lâm khoa học Quốc gia. Đồng thời ông phục vụ với tư cách là đại diện của bộ phận Kỹ thuật của Viện hàn lâm trong Ủy ban Khoa học và Chính sách công (COSPUP).
Là một nhà tư tưởng sâu sắc cũng như một nhà văn sáng suốt ông đã đóng góp đáng kể vào ba nghiên cứu quan trọng của COSPUP: Nghiên cứu cơ bản và mục tiêu quốc gia (1965), Khoa học Ứng dụng và tiến bộ công nghệ (1967) và Công nghệ: Quy trình đánh giá và lựa chọn (1969). Những nghiên cứu này đã có sự đóng góp vào việc chuẩn bị đầu iên bởi Viện Hàn lâm cho Cơ quan lập pháp, hay cụ thể hơn cho Ủy ban Khoa học và Vũ trụ của Hạ viện Hoa Kỳ, do đó hoàn thành nhiệm vụ của Viện hàn lâm này, theo Điều lệ của nó, như là một cơ quan tư vấn cho Chính phủ Hoa Kỳ.

#### Ủy ban đặc biệt về Công nghệ Không gian

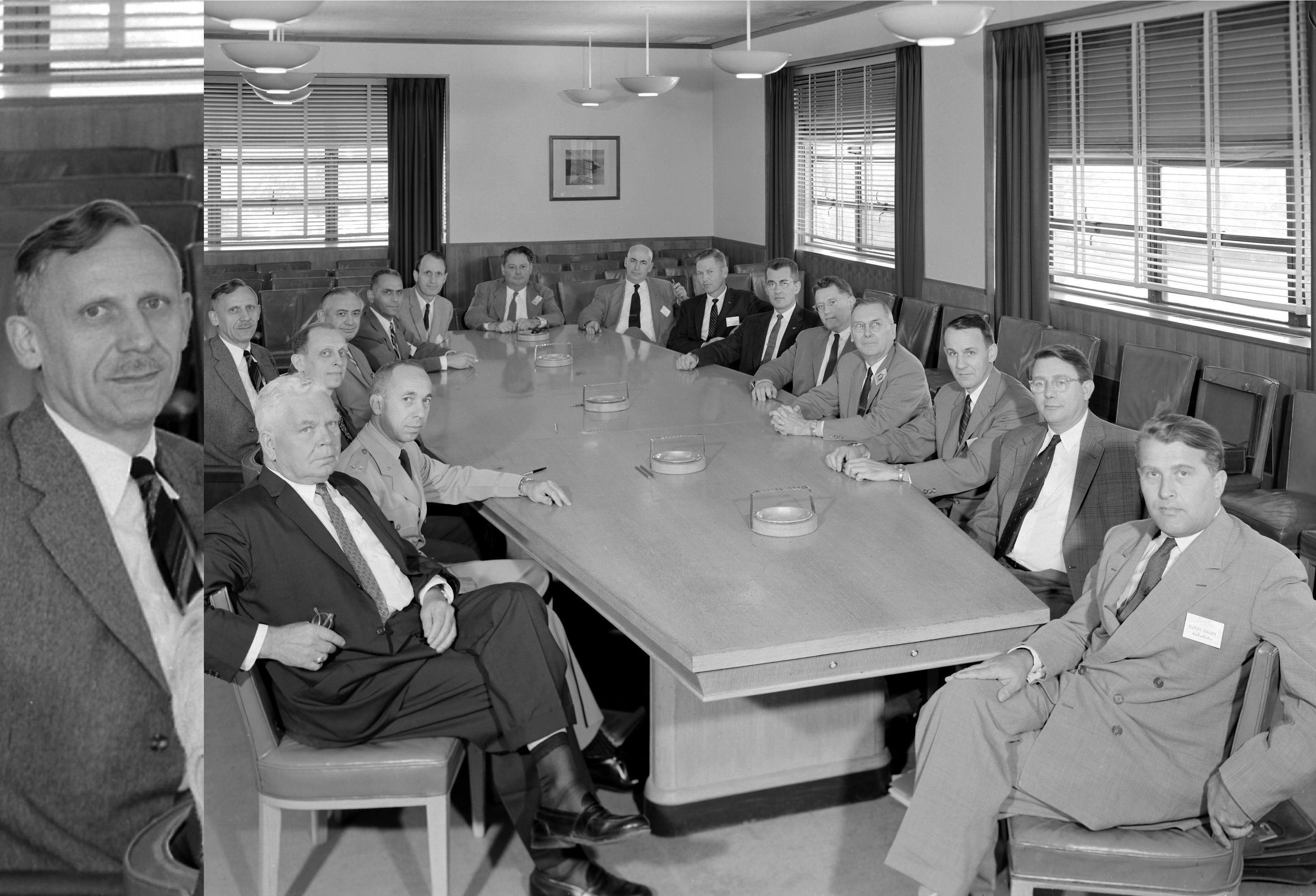
Hendrik Wade Bode, (Xem to hơn bên trái), vào ngày 26 tháng 5 năm 1958 tại cuộc họp của Ủy ban đặc biệt về Công nghệ Không gian, (thứ tư từ trái sang). Wernher von Braun ở đầu bàn đối diện với máy ảnh

Cơ quan ban đầu của NASA là NACA. Ủy ban đặc biệt của NACA về Công nghệ Vũ trụ còn gọi là Ủy ban Stever, đặt theo tên chủ tịch của nó là Guyford Stever, là một ban chỉ đạo đặc biệt được thành lập với nhiệm vụ điều phối nhiều ngành khác nhau của chính phủ liên bang, các công ty tư nhân cũng như các trường đại học tại Hoa Kỳ với các mục tiêu của NACA và cũng khai thác chuyên môn của họ để phát triển một chương trình không gian.
Các thành viên của Ủy ban này bao gồm: Bode và Wernher von Braun, cha đẻ của chương trình không gian của Hoa Kỳ.
Một sự mỉa mai của lịch sử, Hendrik Wade Bode, người giúp phát triển các loại vũ khí robot giúp bắn hạ các quả bom bay V-1 của Đức Quốc xã thả xuống London trong Thế chiến II, đã thực sự phục vụ trong ủy ban tương tự và ngồi ở cùng một bàn với Wernher von Braun, người thực sự là cha đẻ của V-1 và là người đứng đầu nhóm nghiên cứu đã phát triển V-2, vũ khí đã khủng bố London.

## Sở thích và cuộc sống gia đình
Bode là người thích đọc sách trong thời gian rảnh rỗi. Ông cũng là đồng tác giả của Counting House (Phòng Tài vụ), một câu chuyện hư cấu, với vợ của mình, bà Barbara, được xuất bản bởi tạp chí Harper trong tháng 8/1936. Bode cũng rất thích chèo thuyền. Thời gian đầu trong sự nghiệp của mình, trong khi làm việc cho Phòng thí nghiệm Bell ở New York, ông hay đi thuyền trên vũng Long Island. Sau Thế chiến II, ông đã mua một tàu đổ bộ cũ của quân đội (LCT) mà ông đã phát hiện được trên tầng cao của Vịnh Chesapeake gần bờ phía đông của bang Maryland. Ông cũng rất thích làm vườn và các dự án tự chế đồ đạc. Ông đã kết hôn với Barbara Bode (tên khai sinh Poore). Họ có hai con chung; Tiến sĩ Katharine Bode Darlington và bà Anne Hathaway Bode Aarnes.

## Di sản kỹ thuật
Mặc dù được vinh danh từ cả Hàn Lâm và Chính phủ, ông đã không nghỉ ngơi trên vòng nguyệt quế của mình. Ông tin rằng kỹ thuật, giống một tổ chức, xứng đáng có được một vị trí trong đền Pantheon của học thuật nhiều như khoa học đã đạt được. Với sự tháo vát kỹ thuật điển hình ông đã giải quyết được vấn đề này bằng cách giúp tạo ra một trường phái khác.
Ông là một trong những thành viên sáng lập và phục vụ như là một thành viên thường xuyên của Viện hàn lâm kỹ thuật quốc gia, được thành lập vào tháng 12/1964, chỉ là Viện hàn lâm Quốc gia Hoa Kỳ thứ hai trong 101 năm kể từ khi khởi đầu viện đầu tiên, và hiện là một phần của Viện Hàn lâm Quốc gia Hoa Kỳ.
Do đó ông đã giúp thăng hoa cuộc tranh luận lâu đời của các kỹ sư so với các nhà khoa học và nâng nó thành một cuộc tranh luận giữa các học giả. Thành tựu tinh tế, nhưng mạnh mẽ mang tính biểu tượng này, tạo nên một phần hấp dẫn của di sản của ông.
Hendrik Wade Bode qua đời ở tuổi 76, tại nhà riêng ở Cambridge, Massachusetts.

## Tác phẩm
- Phân tích mạng và Thiết kế Bộ khuếch đại phản hồi (1945)
- Synergy: Tích hợp kỹ thuật và Đổi mới Công nghệ trong hệ thống Bell (1971)
- Phòng tài vụ (Tiểu thuyết) Hendrik W. (Hendrik Wade) Bode và Barbara Bode tạp chí Harper. nợ miệng của Sư tử. trang 326-329, tháng 8 năm 1936

## Các công trình nghiên cứu tại Phòng thí nghiệm Bell
- H. W. Bode: Một Phương pháp hiệu chỉnh trở kháng Tạp chí kỹ thuật Bell System, v9: 1930
- H. W. Bode A General Theory of Electric Wave Filters Bell System Technical Journal, v14: 1935
- H. W. Bode and R. L. Dietzold Ideal Wave Filters Bell System Technical Journal, v14: 1935
- H. W. Bode Variable Equalizers Bell System Technical Journal, v17: 1938
- H. W. Bode Relations Between Attenuation and Phase in Feedback Amplifier Design Bell System Technical Journal, v19: 1940

## Bằng sáng chế Mỹ cấp
25 bằng sáng chế đã được Cơ quan Sáng chế Hoa Kỳ cấp cho Bode. Các bằng sáng chế này bao gồm các lĩnh vực như mạng lưới truyền tải dữ liệu, bộ lọc điện tử, bộ khuếch đại, cơ cấu trung bình, mạng làm mịn dữ liệu và các máy tính pháo binh.